# Германн Буш
Ге́рманн Буш (нім. Hermann Busch; 24 червня 1897, Зіген — 3 червня 1975, Брин-Маур, штат Пенсільванія) — німецький віолончеліст. Син музичного майстра Вільгельма Буша, брат диригента Фрица Буша і скрипаля Адольфа Буша.
Навчався у Кельнскої, потім у Віденської консерваторії. Грав на віолончелі в оркестрах Брюсселя, Бохума, Відня. З 1930 р. замінив свого вчителя Пауля Грюммера у складі створеного Адольфом Бушем квартету Буша. З 1933 р. жив у Швейцарії, з 1940 р. — США. В останні роки життя був професором університету у Маямі.